# 6287 Lenham
6287 Lenham este un asteroid din centura principală de asteroizi.

## Descriere
6287 Lenham este un asteroid din centura principală de asteroizi. A fost descoperit pe 8 ianuarie 1984 la Stația Anderson Mesa de Edward L. G. Bowell. El prezintă o orbită caracterizată de o semiaxă mare de 3,14 ua, o excentricitate de 0,12 și o înclinație de 1,1° în raport cu ecliptica.